# Gravity (Pixie Lott)
Gravity è un brano musicale della cantante britannica Pixie Lott, estratto come quarto singolo dal suo album di debutto, Turn It Up, pubblicato nel 2009. Prodotto da Jonas Jeberg e Cutfather, è stato distribuito in Regno Unito l'8 marzo 2010.

## Video
Il video musicale di Gravity è stato girato nel gennaio 2010 e trasmesso in esclusiva in Regno Unito il 6 febbraio su Channel 4. Nel video si alternano scene in cui la cantante, con un abito nero, è distesa su un pavimento lucido ad altre nelle quali Pixie Lott è impegnata in una coreografia insieme a due ragazze.

## Classifiche
Il 20 febbraio 2010, Gravity è entrato, ancora prima di una pubblicazione ufficiale, grazie alle forti vendite digitali, nella Official Singles Chart alla posizione 73. Nelle settimane successive il singolo è salito man mano di posizioni, entrando nella top 40 e raggiungendo la posizione attuale, la 33.
Il 19 febbraio 2010, il singolo ha esordito nella classifica irlandese alla posizione 42.
| Classifica (2010) | Posizione massima |
| ----------------- | ----------------- |
| Irlanda           | 42                |
| Regno Unito       | 20                |